# Села над Подмелцем
Села над Подмелцем (словен. Sela nad Podmelcem, итал. Sella di Piedimelze) је насељено место у општини Толмин, Горишка регија, Словенија.

## Историја
До територијалне реорганизације у Словенији била је у саставу старе општине Толмин.

## Становништво
У попису становништва из 2011. године, Села над Подмелцем је имала 9 становника.
| Број становника према пописима | Број становника према пописима | Број становника према пописима |
| ------------------------------ | ------------------------------ | ------------------------------ |
| 1991                           | 2002                           | 2011                           |
| 17                             | 9                              | 9                              |

Напомена: Године 2004. извршена је мала размена територије између насеља Кнешке Равне, Лоје и Села над Подмелцем.